# Tandlæge
En tandlæge er en person, der er uddannet og autoriseret til at forebygge og behandle sygdomme i mundhule og tænder. En tandlæges arbejde består blandt andet i forebyggende undersøgelser af befolkningens tænder og mundhuleslimhinder med henblik på tidligt at diagnosticere sygdomme, og således forhindre større indgreb i mundhulen. 
En nyuddannet tandlæge har graden cand.odont. (candidatus/candidata odontologiæ).
I Danmark er tandpleje (tandlægebesøg) gratis for børn og unge under 18 år. Til voksne ydes der tilskud via Den Offentlige Sygesikring, men i modsætning til fx lægebesøg og hospitalsindlæggelser er det ikke gratis. Alle danske tandlæger arbejder under overenskomst mellem Tandlægeforeningen og Regionernes Lønnings- og Takstnævn.

## Historie
Allerede i det 28. århundrede f.Kr. til 18. århundrede f.Kr. behandlede man tænder i induskulturområderne.
Både i det gamle Egypten og hos sumerne kendtes kunsten at behandle tænder. Så sent som år 2006 påviste den franske antropolog Roberto Macchiarelli, at mennesker allerede for 9.000 år siden har boret i tænder. Han baserede sin konklusion på undersøgelser af tænder og kranier han fandt på en kirkegård i Pakistan. Skeletterne blev dateret til 7000-5000 f.Kr. og der blev registreret borehuller på 3,5 mm.[kilde mangler]
En romersk mediciner Celsus (100 f.Kr.) behandlede og forskede i problemer som blødende tandkød og dårlig ånde. I samme tidsperiode mente arabiske medicinere, at det var vigtigt at holde tænderne rene – ved hjælp af daglig børstning og regelmæssige mundskylninger.
Indtil middelalderen forestillede menneskerne sig, at tandsmerter skyldtes en orm, der borede sig gennem tanden. Stærke tandsmerter behandlede man indtil 1829 med et brændejern, hvilket neutraliserede de stærke smerter. De fleste af patienterne mistede bevidstheden under den voldsomme behandling. Til at dræbe de åbentliggende nerver, og dermed fjerne patientens smerter, anvendte man arsenik. Man kendte også æter, kloroform og lattergas. Før muligheden for at bedøve med narkose, måtte behandlingen udføres meget hurtigt. 
I middelalderens Europa besøgte omrejsende tandlæger de rige. De fattige måtte derimod nøjes med at få de skadede tænder trukket ud af blandt andet barberer og smede. 
Ifølge italienske kilder fra det 13. århundrede anvendte datidens italienske tandlæger guld- og bly-fyldninger. Den franske kirurg Pierre Fauchard (1678-1761) beskrev i flere bøger mundens anatomi, symptomer, behandling og så videre. De første tandbørster stammer fra begyndelsen af det 18. århundrede. I samme periode implateredes tænder fra hunde, bavianer og får. I begyndelsen af det 19. århundrede begyndte man at anvende tandproteser.

## Om jobbet
De vigtigste opgaver for en tandlæge er at diagnosticere, behandle og forebygge sygdomme i såvel tænder, mundhule og kæber. Dette gøres ved at lave tandeftersyn, tandrensninger og udfylde huller. Herudover forebygges og behandles lidelser i munden, tyggemuskler og kæbeled. Tandlægen kan også lave mindre operationer i munden, som fx at operere en visdomstand ud.
En vigtig del af jobbet er forebyggelse af tandsygdomme som parodontose og caries. Det forebyggende arbejde sker især i form tandrensninger og information om gode kostvaner og god mundhygiejne. 
En anden vigtig del af det forebyggende arbejde er tandregulering (ortodonti), der især udføres i den kommunale børne- og ungetandpleje. Dette udføres af en specialtandlæge i ortodonti ("bøjletandlæge").
Behandling af tand- og mundsygdomme er dog også en vigtig del af jobbet. Her er især behandlingen af caries (huller) vigtig. Dette sker ved udboring af hullet og erstatning af den manglende tandsubstans med fx plast, 
sølvamalgam, porcelæn eller guld. En anden hyppig sygdom, der skal behandles, er parodontose, der behandles ved at fjerne tandsten og de bakteriebelægninger (plak), der forårsager parodontosen.
De fleste tandlæger arbejder på private tandklinikker eller i den kommunale tandpleje. Herudover kan man som tandlæge også arbejde flere andre steder i den offentlige tandpleje. Dette omfatter hospitalsklinikker, forsvarets tandpleje, fængselstandplejen, tandpleje på taleinstitutter og på institutioner for psykisk udviklingshæmmede samt tandklinikkerne ved tandlægeskolerne. Det er også muligt for tandlæger at arbejde som underviser og forsker ved tandlægeskolerne.
Efter den nye overenskomst mellem Tandlægeforeningen og Regionernes Lønnings- og Takstnævn er det et krav, at alle tandlæger skal have et elektronisk journalsystem inden 31. december 2014.

## Uddannelse og autorisation i Danmark
Uddannelsen til tandlæge er normeret til fem år, hvor bacheloruddannelsen tager tre år (seks semestre) og kandidatdelen tager to år (fire semestre). I Danmark kan uddannelsen til tandlæge foregå på enten Københavns Universitet eller på Aarhus Universitet på hhv. Københavns eller Århus Tandlægeskole. Tandlægeskolen i København er en smule større end den i Århus – i 2007 var der 108 optagne i København mod 67 i Århus. Karaktergennemsnittet for kvote 1 var begge steder 9,0 på den nye 7-trins-skala.
Uddannelsen er både teoretisk og praktisk, og har først og fremmest til formål at uddanne tandlæger. Studiet er primært opbygget om følgende områder:
- Oral-biologiske basisfag: Fx anatomi, genetik og tandmorfologi, som er læren om tændernes form og bygning.

- Samfunds- og adfærdsfag: Det kan fx være fag som psykologi og retsodontologi, hvor sidstnævnte handler om, hvordan man kan identificere døde via deres tænder.

- Parakliniske fag: Fag, der forbereder til at kunne udføre det kliniske arbejde. Det kan fx være fag som almen kirurgi, generel medicin og mikrobiologi.

- Kliniske fag: Fx oral diagnostik, tandsygdomslære, bidfunktionslære, protetik (læren om proteser, kroner og broer), tandregulering og børnetandpleje.[4]

Efter endt uddannelse skal man have autorisation, før man må kalde sig tandlæge og arbejde som en sådan.
Som tandlæge kan man efterfølgende videreuddanne sig til specialtandlæge i ortodonti (tandregulering) eller specialtandlæge i tand-, mund- og kæbekirurgi.